# 顎裂

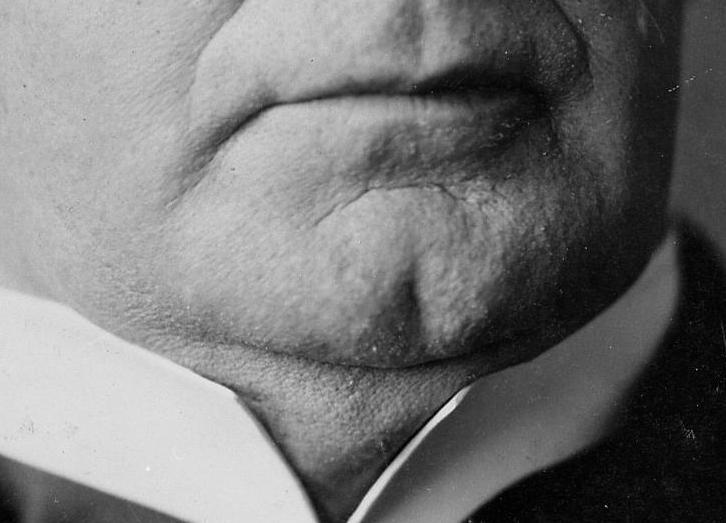
顎裂的明顯例子：美國第25任總統威廉·麥金萊。

顎裂亦稱頦裂、裂下巴或酒窩顎（dimple chin）、屁股下巴，是一種常見而具遺傳性的面部特徵，指人們頭部的下頜位置皮膚有酒窩或類近的深窩。具有該特徵的人因為底層骨骼的特殊性而在下頜呈現出條狀或近乎倒Y字型的凹陷。

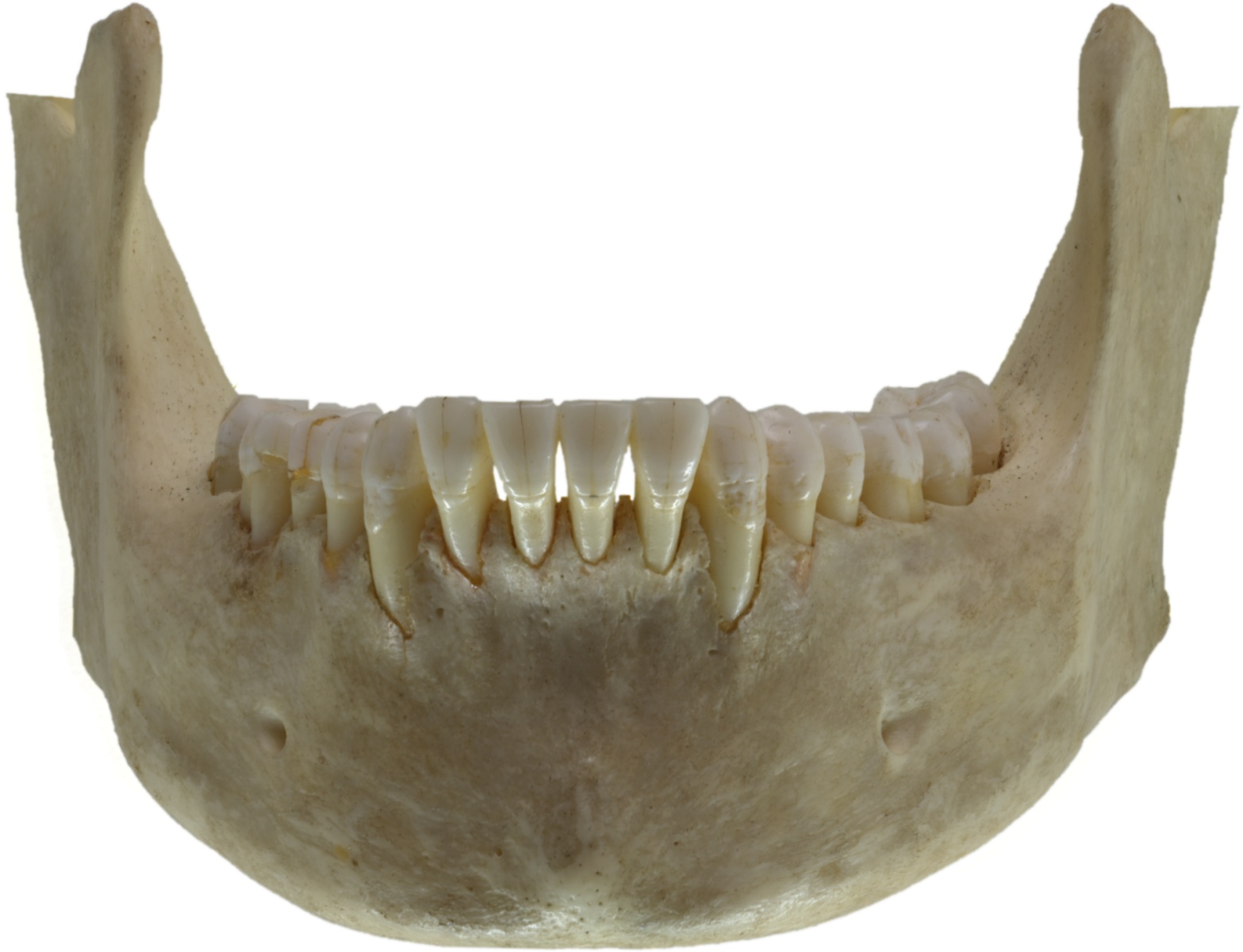
人類的下顎骨

這種凹陷是源於下顎骨骼或其上的颏肌（Mentalis muscle）的左右兩半部分連接不完整，導致下頜骨出現溝隙所引起；主要屬於先天性的遺傳現象，因此顎裂在胚胎及胎兒發展期間便會逐步形成。其餘較少數具有顎裂特徵的人則往往是隨著時間的推移，令下頜某一旁的肌肉逐漸下垂或長於另一旁的肌肉而導致面容不對稱。
顎裂可以用遺傳學的孟德爾定律作出解釋：顯性的基因型會導致顎裂，而基於隱性基因而成的隱性遺傳則無此特徵。不過也有著因應外顯度不同所造成的典型例外個案，一些外部環境因素或異位顯性（Modifier gene）的情況均有機會影響到實質的基因型，從而改變我們的表型外觀。換句話說即使雙親二人都沒有顎裂，他們所生的小孩還是有依稀的機率會得到顎裂。相反地，具有顎裂的父母卻不一定會生下同樣有該特徵的孩子。
加里·格兰特、卻·德格拉斯、伊恩·麥基倫，到米高·德格拉斯、尊·特拉華特和祖迪·羅等人都有著不同程度的顎裂。

## 外部連結
- （英文） 顎裂的遺傳性 （页面存档备份，存于）
- （英文） 為何導致顎裂 （页面存档备份，存于）